# Apache Hive
Apache Hive是一个建立在Hadoop架构之上的数据仓库。它能够提供数据的精炼，查询和分析。Apache Hive起初由Facebook开发，目前也有其他公司使用和开发Apache Hive，例如Netflix等。亚马逊公司也开发了一个定制版本的Apache Hive，亚马逊网络服务包中的Amazon Elastic MapReduce包含了该定制版本。
hive（页面存档备份，存于）是基于Hadoop的一个数据仓库工具，可以将结构化的数据文件映射为一张数据库表，并提供简单的SQL查询功能，可以将SQL语句转换为MapReduce任务进行运行。其优点是学习成本低，可以通过类SQL语句快速实现简单的MapReduce统计，不必开发专门的MapReduce应用，十分适合数据仓库的统计分析。